# Amna Suleiman
Amna Suleiman (née en 1988) est une professeure et activiste pour les droits des femmes au cyclisme à Gaza. En 2016, elle est gérante du seul club de cyclisme féminin de Gaza.
Suleiman naît en 1988 à Damas, en Syrie, et déménage à Gaza en 1990. En 2016, elle habitait au camp de réfugiés palestinien Jabaliya, à 3 kilomètres de la ville de Jabaliya, où elle est bénévole dans un orphelinat local, enseigne le Coran, et gère un club de cyclisme féminin local.

## Rôle dans le cyclisme féminin
Dans la région où Amna Suleiman fait du cyclisme, la bande de Gaza, les femmes ne sont pas censées faire du vélo après la puberté.  Suleiman commence le cyclisme en 2015 pour des raisons de santé, et pour rappeler les bons souvenirs de son enfance. Elle crée rapidement ce qu'on considère comme le premier club de cyclisme féminin sous le régime du Hamas à Gaza.
La participation des femmes au sport est limitée depuis que le Hamas a pris le contrôle de la bande de Gaza. D'après Ahmad Muheisin, le cyclisme féminin est une « violation » des valeurs des habitants de la région. Certains critiques font remarquer qu'il était commun pour les femmes de faire du vélo à Gaza, avant le milieu des années 1980. 
Suleiman défend le droit des femmes à faire du vélo après la puberté. Selon le New York Times, elle a dit aux jeunes femmes de Gaza qu'elles devraient insister pour refuser d'épouser un homme jusqu'à ce qu'il leur donne l'autorisation de faire du vélo. En 2016, elle fait partie de la série 100 Women (BBC). Elle affirme espérer qu'un jour, les femmes pourront faire du vélo sans faire face aux préjugés et à la désapprobation.